# Castelo de Aguz
O Castelo de Aguz localizava-se na vila de Aguz (atualmente Souira Guedima, na comuna de Lamaachate), 35 km a sul de Safim, no litoral atlântico de Marrocos.

## História
A fortificação, em estilo manuelino, foi erguida por forças portuguesas junto à margem direita da foz do rio Tenerife (em árabe: uade Tensift), a partir de 1508, como apoio à praça-forte de Safim. Foi perdida ou abandonada em 1525.

## Características
Na sua construção foi utilizada uma torre de madeira, transportada pré-fabricada do reino, recurso que deu origem à "Lenda de Aguz", segundo a qual os portugueses, numa só noite, teriam erguido a fortaleza, com o auxílio dos anjos.[carece de fontes?] Em 2004 encontrava-se em ruínas.